# E.P. Jayarajan
E.P. Jayarajan (ur. 28 maja 1950) – indyjski polityk.

## Życiorys
Urodził się w Irinave w dystrykcie Kannur. W życie polityczne zaangażował się w czasie studiów, związał się z Federacją Studentów Indii (SFI) afiliowaną przy Komunistycznej Partii Indii (Marksistowskiej). Aktywny w organizacjach młodzieżowych KPI (M), przewodniczył Keralskiej Socjalistycznej Federacji Młodzieży (KSYF). Został wybrany pierwszym przewodniczącym Demokratycznej Federacji Młodzieży Indii (DYFI) na jej założycielskim kongresie w Ludhianie w indyjskiej części Pendżabu (1980). Po raz pierwszy zasiadł w Zgromadzeniu Ustawodawczym Kerali w 1991, następnie zaś kolejno w 2011 i 2016. Uznawany jest za jednego z najlepszych keralskich parlamentarzystów. Po zwycięstwie lewicowej koalicji w wyborach stanowych w 2016 został ministrem przemysłu i sportu w rządzie Pinarayi Vijayana, odwołany z tej funkcji w październiku tego samego roku, w związku z oskarżeniami o nepotyzm. Od sierpnia 2018 ponownie minister, odpowiada za ten sam resort. Nie otrzymał miejsca na partyjnej liście kandydatów w wyborach z 2021, wkrótce potem wycofał się z życia politycznego.
Powierzano mu liczne funkcje w aparacie partyjnym. Długoletni sekretarz struktur KPI (M) w dystryktach Kannur i Thrissur. Od 1992 wchodzi w skład stanowego komitetu partii, od 2002 do sekretariatu stanowego komitetu. W 2005 włączony do Komitetu Centralnego. Kierował stanowym oddziałem powiązanego z partią związku zawodowego rolników. Od 2013 jest jednym z sekretarzy afiliowanej przy KPI (M) organizacji chłopskiej.
Kierował także „Deshabhimani”, partyjną gazetą codzienną, jak również był pierwszym kierownikiem parku rozrywki w Kannur.
Poślubił P.K. Indirę, doczekał się z nią 2 synów. Poza ojczystym językiem malajalam posługuje się również angielskim.